# Âge difficile obscur
Pour plus de détails, voir Fiche technique et Distribution.
Âge difficile obscur (titre original : Thumbsucker) est un film américain réalisé Mike Mills en 2005 et sorti en France en 2006.

## Synopsis
De nos jours, dans une petite ville américaine. À 17 ans, Justin, garçon sensible et angoissé, suce encore son pouce au grand dam de ses parents, Mike et Audrey et de son dentiste. 
Un traitement radical, à base de pilules médicales, fait de lui un champion de débats au lycée. Il surmonte aussi sa timidité pour conquérir sa camarade de lycée Rebecca. Ce n'est bien sûr qu'un sauf-conduit…

## Fiche technique
- Titre français : Âge difficile obscur
- Titre original : Thumbsucker
- Réalisation : Mike Mills
- Scénario : Mike Mills d’après le roman Pouce de Walter Kirn
- Musique : Tim DeLaughter
- Photographie : Joaquin Baca-Asay
- Montage : Haines Hall et Angus Wall
- Production : Anthony Bregman et Bob Stephenson
- Société de production : Bob Yari Productions, This Is That Productions, Cinema-Go-Go, Bull's Eye Entertainment et Good Machine
- Société de distribution : Gaumont/Columbia TriStar Films (France)
- Pays de production : États-Unis
- Lieu de tournage : Beaverton, Sherwood, Tigard, Vernonia et Portland, Oregon, États-Unis
- Genre : Comédie dramatique
- Durée : 96 minutes
- Dates de sortie :
  - États-Unis : 16 septembre 2005
  - France : 6 septembre 2006

## Distribution
- Lou Taylor Pucci (VF : Damien Witecka) : Justin Cobb
- Benjamin Bratt (VF : Maurice Decoster) : Matt Schraam
- Vincent D'Onofrio (VF : Thierry Buisson) : Mike Cobb
- Kelli Garner (VF : Edwige Lemoine) : Rebecca
- Keanu Reeves (VF : Thierry Ragueneau) : Dr Perry Lyman
- Chase Offerle : Joel Cobb
- Tilda Swinton (VF : Véronique Augereau) : Audrey Cobb
- Vince Vaughn (VF : Bruno Dubernat) : M. Geary

 Source et légende : version française (VF) sur RS Doublage et selon le carton du doublage français sur le DVD zone 2.

## Récompenses
- Ours d'argent du meilleur acteur pour Lou Taylor Pucci lors du Festival de Berlin en 2005.
- Prix du meilleur acteur pour Vincent D'Onofrio lors du Festival international du film de Stockholm en 2005